# Percy Girouard
Sir Édouard Percy Cranwill Girouard DSO i KCMG (26 gener 1867 – 26 setembre 1932) fou un constructor de ferrocarril quebequès i governador del Protectorat de Nigèria del Nord i del Protectorat d'Àfrica Oriental Britànica.

## Educació
Nascut a Mont-real, Quebec, fill de Désiré Girouard i Essie Cranwill, va assistir al Collège de Montréal (1877–1878) i al College St. Joseph de Trois-Rivières (1879–1882) i es va graduar al Royal Military College of Canada a Kingston, Ontario, el 1886.

## Carrera
Girouard va treballar per dos anys en els ferrocarrils canadencs del Pacífic al "International Railway of Maine" a Greenville, abans de ser encarregat dels Enginyers Reials Canadencs el 1888.
De 1890–1895 va estar al càrrec de l'Arsenal del Ferrocarril de Woolwich abans d'unir-se a l'expedició de Dongola el 1896 i va ser requerit per Kitchener per supervisar l'extensió del vell ferrocarril de Wadi-Halfa a Akasha. El 1897 va rebre ordres de Kitchener de construir un ferrocarril de Wadi Halfa a Abu Hamed, 235 milles directament a través del Desert de Nubia, el qual va eliminar 500 milles de navegació amunt del riu Nil. Això va permetre a Kitchener de moure els exèrcits egipcis i britànics sota les seves ordres cap al cor del Sudan i derrotar les forces del Khalifa a Atbara i Omdurman el 1898. Va rebre l'Ordre de Serveis Distingits (DSO) després de la derrota del sudanès. Per llavors Girouard havia estat nomenat President dels Ferrocarrils Estatals egipcis i era responsable de netejar la congestió al port d'Alexandria.
L'octubre de 1899 Girouard va ser enviat per l'Oficina de Guerra a Sud-àfrica per aconsellar en la situació del ferrocarril de la Colònia del Cap. Quan la Guerra Bòer (1899–1902) va esclatar, esdevingué Director dels Ferrocarrils Militars Imperials que van incloure les línies del Cap, així com les línies agafades als bòers a l'Estat Lliure d'Orange i el Transvaal. La seva ràpida reconstrucció de les línies damnades i les innovadores desviacions de baix nivell al voltant dels ponts destruïts, va habilitar el moviment ràpid d'homes i material per donar suport l'avenç ràpid de les forces de Lord Robert el 1900 que va poder capturar Pretòria. Va ser esmentat en despatxos (31 de març de 1900), va rebre la Medalla de Sud-àfrica, i el novembre de 1900 fou nomenat cavaller comandant de l'Orde de Sant Miquel i Sant Jordi (KCMG) pel seu servei en la guerra. Girouard va romandre a Sud-àfrica com a Comissari dels Ferrocarrils Sud-africans Centrals fins que la pressió dels propietaris de mines de Johannesburg per reduir despeses de ferrocarril van forçar la seva dimissió el 1904. El 1902 li va ser atorgada l'Ordre d'Otomana Imperial del Medjidie de Segona Classe en reconeixement dels seus serveis com a President del Consell d'Administració dels Ferrocarrils egipcis, Telègrafs, i el Port d'Alexandria".
El 1906, Winston Churchill, llavors Sots-Secretari d'Estat a l'Oficina Colonial, va promoure Girouard com el successor de Frederick Lugard com Alt Comissari a Nigèria del Nord. Girouard fou també responsable de construir un ferrocarril des de Baro, al riu Níger, 366 milles cap al nord a l'antiga ciutat de Kano. Com a governador també va donar suport a la feina del Comitè de Terres Nigerià del Nord i la legislació que va resultar d'aquesta feina va tenir l'efecte d'impedir l'establiment de la propietat privada en la terra. Llavors va servir com a governador del Protectorat d'Àfrica Oriental Britànica (Kènia) de 1909 a 1912. La seva implicació en el polèmic moviment dels Maasai va portar a un latent disputa amb el Secretari Colonial, Sir Milner, qui va acceptar la seva dimissió el 1912. Per llavors Girouard hi havia rebut l'oferta de ser el director gestor del "Eslwick Works of the armaments and shipbuilding concern" de l'Armstrong Whitworth and Co. Ltd.
De 1912 fins al 1923 Girouard es va quedar a aquesta companyia excepte un període breu el 1915 quan la "Crisi dels obusos" va forçar el Govern britànic a abandonar la seva política de "negocis com de costum". Kitchener havia demanat a Girouard consell en la producció de municions i va donar suport al seu nomenament com a Director General de Municions en el Ministeri novament format de Municions sota Lloyd George. Però Girouard no podia treballar sota un polític i sis setmanes més tard va dimitir i va retornar a treballar a Armstrong.
Dins 1903 es va casar amb Mary Gwendolen Solomon, filla única de Sir Richard Solomon, a Pretòria, Transvaal. El seu fill únic fou Richard Desire Girouard (1905–1989), qui és el pare de Mark Girouard, l'escriptor i historiador arquitectònic.
Girouard va morir a Londres, Anglaterra, el 1932.

## Llegat

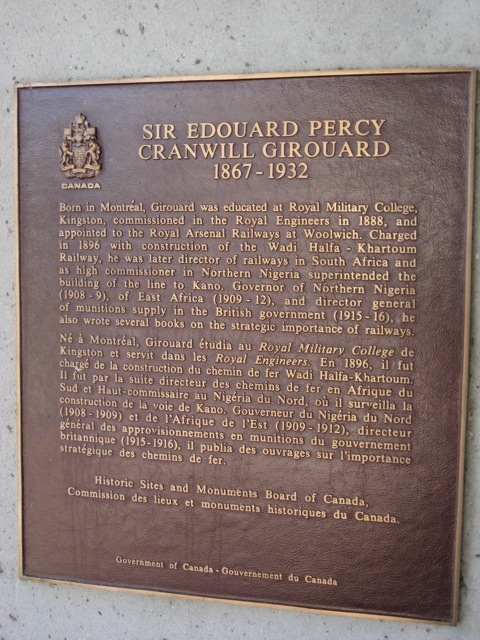
Placa a Percy Girouard a la Universitat Militar Reial del Canadà

Mont Girouard, localitzat a la Vall de Bow River al sud del Llac Minnewanka, Fairholme Range, al Parc Nacional Banff, Alberta, va ser anomenat en el seu honor el 1904. Latitud 51; 14; 15, longitude 115; 24; 05.
L'edifici Acadèmic Girouard a la Universitat Militar Reial del Canadà a Kingston, Ontario, va ser anomenat en el seu honor el 1977.
Un plaque honrant a Sir Edouard Percy Cranwill Girouard 1867–1932 va ser erigida el 1985 pel Historic Sites and Monuments Board of Canada en un corredor entre els edificis Girouard i Sawyer a la Universitat Militar Reial del Canadà "Nascut en Montréal, Girouard va ser educat a Universitat Militar Reial, Kingston, va dirigir els Enginyers Reials el 1888, i nomenat al Royal Arsenal Railways a Woolwich. Va ser encarregat el 1896 de la construcció del ferrocarril Wadi Halfa – Khartum, fou director més tard de ferrocarrils a Sud-àfrica i alt comissari a Nigèria del Nord supervisant la construcció d'una línia a Kano. Governador de Nigèria del Nord (1908–09), d'Àfrica Oriental (1909–12), i general de director de subministrament de municions del govern britànic (1915–16), també va escriure diversos llibres sobre la importància estratègica dels ferrocarrils."